# Francisco de Barraza y Cárdenas
Francisco de Barraza y Cárdenas o  Francisco de Barrasa y Cárdenas, fue un militar español de fines del siglo XVI y principios del siglo XVII. Se destacó por haber sido gobernador interino del Tucumán entre 1602 y 1605.

## Gobierno del Tucumán (1602-1605)
Tras el fallecimiento de su predecesor, Francisco Martínez de Leiva, el virrey del Perú Luis de Velasco y Castilla designó en forma interina a Francisco de Barraza y Cárdenas, quien ejercía bajo el control de la Real Audiencia de Charcas.
Este gobernador trató de poner orden en las encomiendas, a raíz de los abusos y violencias que se cometían; restableció la paz con los indígenas; los calchaquíes que dominaban el camino del inca, permitieron finalmente el paso de los misioneros que provenían del Perú y gracias a esto se presentaron voluntariamente para trabajar en las mitas.
Por la manera algo intempestiva del gobernador, el canónigo Francisco de Salcedo elevó quejas en su contra denunciando errores y violencias en la concesión de encomiendas.
El gobernador Barraza y Cárdenas envió una carta al rey Felipe III, haciendo referencia a los daños causados entre los indígenas por las sequías en la ciudad de Esteco. Describió la situación de la ciudad de Madrid de las Juntas y sugirió la conveniencia de mudar la villa de Esteco a esta población, por estar aquella edificada sobre salitrales, tierra caliente, fuera de la ruta al Perú y por haber quedado con pocos naturales.
En marzo de 1605 elevó un informe sobre la visita general que efectuó a la provincia. También en ese mismo mes el gobernador Barraza y Cárdenas contestó un informe requerido por el monarca, el cual solicitaba saber si era viable mantener el Seminario de la Catedral del obispado del Tucumán, con sede en Santiago del Estero. En lo que fue un conflicto de intereses civiles y religiosos, el gobernador le hizo un planteo económico y financiero al rey para oponerse al pedido del obispo Hernando de Trejo y Sanabria de trasladar la Catedral y el Seminario a otra ciudad. Le contestó que no convenía mudar la Catedral, pues Santiago del Estero era la capital de la gobernación, residencia del gobernador, ubicada en el medio de la provincia, donde con más facilidad podían acudir los negociantes de toda ella, y era la más abundante en comida. Si bien la Catedral se caía toda y no se podía entrar en ella por las goteras y toda la madera podrida, su tesorero Francisco de Salcedo la fue restaurando y la recubrió toda de madera y solo faltaba acabar con la capilla mayor.
En el final de su gestión tuvo distanciamientos con el vicario general, el deán Salcedo. Córdoba y varias ciudades solicitaron al rey Felipe III que se lo confirmara en el cargo, no accediendo a ello el monarca.